# Локас
Локас (Лакас; англ. Lawcus; ирл. Lácas) — деревня в Ирландии, находится в графстве Килкенни (провинция Ленстер).

## Демография
Население — 342 человека (по переписи 2006 года). В 2002 году население составляло 273 человек.
Данные переписи 2006 года:
| Общие демографические показатели |               |                               |                               |      |      |
| Всё население                    | Всё население | Изменения населения 2002—2006 | Изменения населения 2002—2006 | 2006 | 2006 |
| 2002                             | 2006          | чел.                          | %                             | муж. | жен. |
| 273                              | 342           | 69                            | 25,3                          | 170  | 172  |